# تپه گوکچه
تپه گوکچه مربوط به دوران پیش از تاریخ ایران باستان است و در شهرستان ترکمن، بخش گمیشان، روستای سقرتپه واقع شده و این اثر در تاریخ ۲۵ اسفند ۱۳۸۰ با شمارهٔ ثبت ۵۴۳۲ به‌عنوان یکی از آثار ملی ایران به ثبت رسیده است.